# SK Spartak Hulín
SK Spartak Hulín (celým názvem: Sportovní klub Spartak Hulín) je český fotbalový klub, který sídlí v moravském městě Hulín ve Zlínském kraji. Založen byl v roce 1932 pod názvem SK Sparta Hulín. Svůj současný název nese od roku 2003. Klubové barvy jsou červená a bílá.
Největším úspěchem klubu je tříletá účast ve druhé nejvyšší soutěži (1942–1944 a 1952).

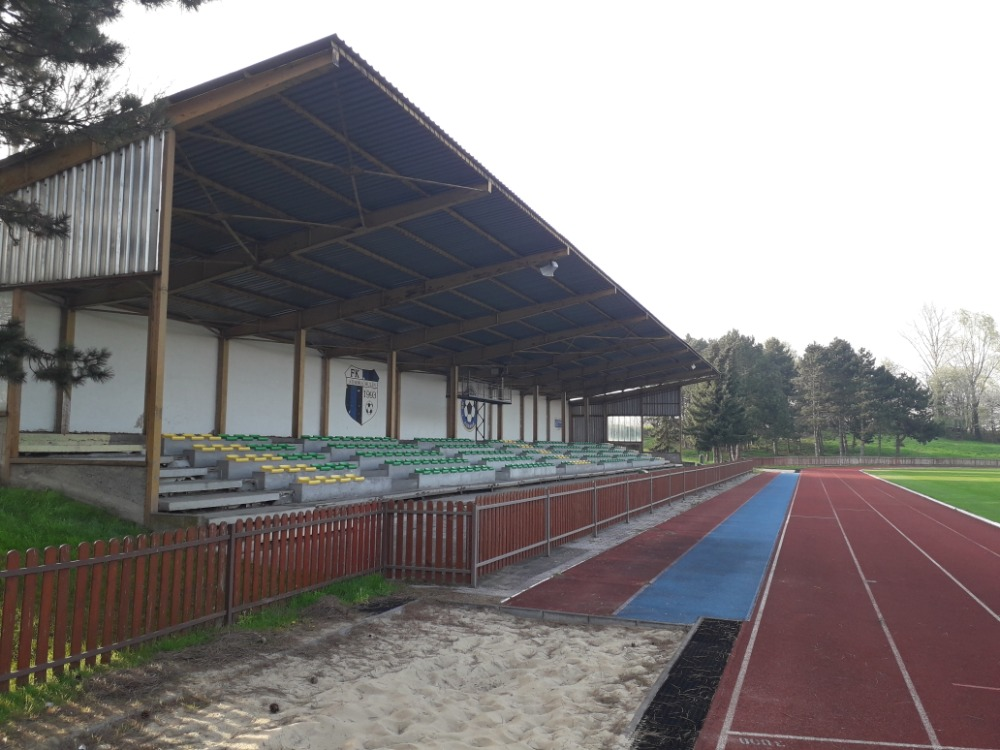
Tribuna stadionu

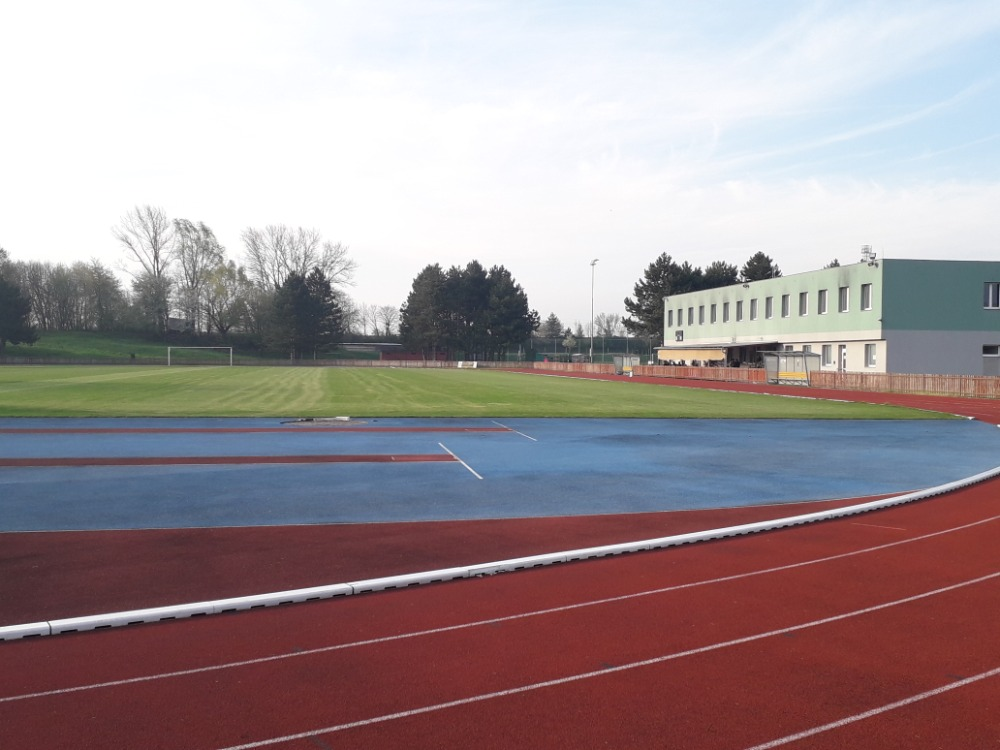
Stadion Hulín

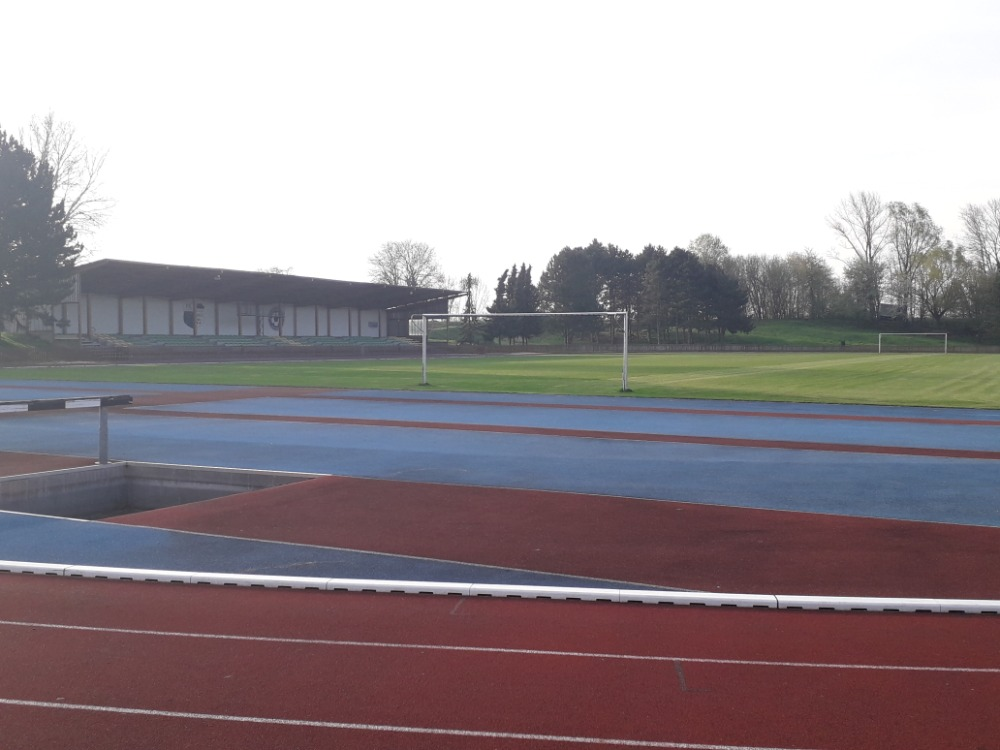
Hlavní hrací plocha

V sezóně 2019/20 před losováním přišel nečekaný zvrat, s tím že muži Spartaku končí. Spartak před sezónou sestoupil z MSFL a hráči ztratili zájem o nižší soutěž. Se sestupem tedy následoval zájem o odchod (u některých hráčů paradoxně i do stejné divizní soutěže). Jedinou zbývající variantou pro vedení bylo alespoň na rok přerušit činnost A–týmu. Od sezony 2020/21 začal klub hrát od nejnižší okresní soutěže.

## Historické názvy
Zdroje: 
- 1932 – SK Sparta Hulín (Sportovní klub Sparta Hulín)
- 1939 – DSK Hulín (Dělnický sportovní klub Hulín)
- 1941 – SK Hulín (Sportovní klub Hulín)
- 1947 – SK Pilana Hulín (Sportovní klub Pilana Hulín)
- 1948 – JTO Sokol Hulín (Jednotná tělovýchovná organisace Sokol Hulín)
- 1951 – ZSJ ZPS Hulín (Závodní sokolská jednota Závody přesného strojírenství Hulín)
- 1953 – DSO Spartak Hulín (Dobrovolná sportovní organisace Spartak Hulín)
- 1956 – TJ Spartak Hulín (Tělovýchovná jednota Spartak Hulín)
- 1994 – fúze s VTJ Kroměříž ⇒ SK VTJ Spartak Hulín (Sportovní klub Vojenská tělovýchovná jednota Spartak Hulín)
- 2003 – SK Spartak Hulín (Sportovní klub Spartak Hulín)

## Umístění v jednotlivých sezonách
Stručný přehled
Zdroj: 
- 1941–1942: I. A třída HHŽF (Hameleho hanácká župa footballová)
- 1942–1944: Moravskoslezská divize
- 1952: Krajský přebor - Gottwaldov
- 1979–1981: I. A třída Jihomoravského kraje – sk. B
- 1981–1983: Jihomoravský krajský přebor
- 1983–1986: Jihomoravský krajský přebor – sk. B
- 1986–1988: Jihomoravský krajský přebor
- 1988–1991: Divize D
- 1991–1992: Moravskoslezská fotbalová liga
- 1992–1993: Divize E
- 1993–1994: Středomoravský župní přebor
- 1994–1997: Divize E
- 1997–2000: Středomoravský župní přebor
- 2000–2004: Divize D
- 2004–2006: Přebor Zlínského kraje
- 2006–2010: Divize E
- 2010–2019: Moravskoslezská fotbalová liga
- 2019–2020: bez soutěže
- 2020–2021: Okresní soutěž Kroměřížska
- 2021– : Okresní přebor Kroměřížska

Jednotlivé ročníky
Zdroj: 
Legenda: Z – zápasy, V – výhry, R – remízy, P – porážky, VG – vstřelené góly, OG – obdržené góly, +/− – rozdíl skóre, B – body, červené podbarvení – sestup, zelené podbarvení – postup, fialové podbarvení – reorganizace, změna skupiny či soutěže
| Protektorát Čechy a Morava (1939 – 1945) |                                                             |                                                             |                                                             |                                                             |                                                             |                                                             |                                                             |                                                             |                                                             |                                                             |                                                             |                                                     |                                                     |
| Sezóny                                   | Liga                                                        | Úroveň                                                      | Z                                                           | V                                                           | R                                                           | P                                                           | VG                                                          | OG                                                          | +/-                                                         | B                                                           | Pozice                                                      |                                                     |                                                     |
| ...                                      |                                                             |                                                             |                                                             |                                                             |                                                             |                                                             |                                                             |                                                             |                                                             |                                                             |                                                             |                                                     |                                                     |
| 1941/42                                  | I. A třída HHŽF                                             | 3                                                           | 22                                                          | 15                                                          | 2                                                           | 5                                                           | 76                                                          | 39                                                          | +37                                                         | 32                                                          | 1.                                                          |                                                     |                                                     |
| 1942/43                                  | Moravskoslezská divize                                      | 2                                                           | 26                                                          | 14                                                          | 2                                                           | 10                                                          | 73                                                          | 67                                                          | +6                                                          | 30                                                          | 5.                                                          |                                                     |                                                     |
| 1943/44                                  | Moravskoslezská divize                                      | 2                                                           | 26                                                          | 4                                                           | 8                                                           | 14                                                          | 54                                                          | 84                                                          | −30                                                         | 16                                                          | 13.                                                         |                                                     |                                                     |
| 1944/45                                  | Končila druhá světová válka, pravidelné soutěže se nehrály. | Končila druhá světová válka, pravidelné soutěže se nehrály. | Končila druhá světová válka, pravidelné soutěže se nehrály. | Končila druhá světová válka, pravidelné soutěže se nehrály. | Končila druhá světová válka, pravidelné soutěže se nehrály. | Končila druhá světová válka, pravidelné soutěže se nehrály. | Končila druhá světová válka, pravidelné soutěže se nehrály. | Končila druhá světová válka, pravidelné soutěže se nehrály. | Končila druhá světová válka, pravidelné soutěže se nehrály. | Končila druhá světová válka, pravidelné soutěže se nehrály. | Končila druhá světová válka, pravidelné soutěže se nehrály. |                                                     |                                                     |
| Československo (1945 – 1993)             |                                                             |                                                             |                                                             |                                                             |                                                             |                                                             |                                                             |                                                             |                                                             |                                                             |                                                             |                                                     |                                                     |
| Sezóna                                   | Liga                                                        | Úroveň                                                      | Z                                                           | V                                                           | R                                                           | P                                                           | VG                                                          | OG                                                          | +/-                                                         | B                                                           | Pozice                                                      |                                                     |                                                     |
| ...                                      |                                                             |                                                             |                                                             |                                                             |                                                             |                                                             |                                                             |                                                             |                                                             |                                                             |                                                             |                                                     |                                                     |
| 1952                                     | Krajský přebor – Gottwaldov                                 | 2                                                           | 22                                                          | 6                                                           | 4                                                           | 12                                                          | 41                                                          | 65                                                          | −24                                                         | 16                                                          | 11.                                                         |                                                     |                                                     |
| ...                                      |                                                             |                                                             |                                                             |                                                             |                                                             |                                                             |                                                             |                                                             |                                                             |                                                             |                                                             |                                                     |                                                     |
| 1979/80                                  | I. A třída Jihomoravského kraje – sk. B                     | 5                                                           | 30                                                          | 17                                                          | 6                                                           | 7                                                           | 59                                                          | 34                                                          | +25                                                         | 40                                                          | 2.                                                          |                                                     |                                                     |
| 1980/81                                  | I. A třída Jihomoravského kraje – sk. B                     | 5                                                           | 30                                                          | 20                                                          | 6                                                           | 4                                                           | 54                                                          | 15                                                          | +39                                                         | 46                                                          | 1.                                                          |                                                     |                                                     |
| 1981/82                                  | Jihomoravský krajský přebor                                 | 5                                                           | 30                                                          | 14                                                          | 8                                                           | 8                                                           | 39                                                          | 38                                                          | +1                                                          | 36                                                          | 3.                                                          |                                                     |                                                     |
| 1982/83                                  | Jihomoravský krajský přebor                                 | 5                                                           | 30                                                          | 17                                                          | 4                                                           | 9                                                           | 47                                                          | 33                                                          | +14                                                         | 38                                                          | 5.                                                          |                                                     |                                                     |
| 1983/84                                  | Jihomoravský krajský přebor – sk. B                         | 5                                                           | 24                                                          | 15                                                          | 7                                                           | 2                                                           | 49                                                          | 23                                                          | +26                                                         | 37                                                          | 1.                                                          |                                                     |                                                     |
| 1984/85                                  | Jihomoravský krajský přebor – sk. B                         | 5                                                           | 26                                                          | 16                                                          | 7                                                           | 3                                                           | 54                                                          | 24                                                          | +30                                                         | 39                                                          | 1.                                                          |                                                     |                                                     |
| 1985/86                                  | Jihomoravský krajský přebor – sk. B                         | 5                                                           | 26                                                          | 14                                                          | 5                                                           | 7                                                           | 55                                                          | 36                                                          | +19                                                         | 33                                                          | 2.                                                          |                                                     |                                                     |
| 1986/87                                  | Jihomoravský krajský přebor                                 | 5                                                           | 26                                                          | 12                                                          | 8                                                           | 8                                                           | 50                                                          | 37                                                          | +13                                                         | 32                                                          | 3.                                                          |                                                     |                                                     |
| 1987/88                                  | Jihomoravský krajský přebor                                 | 5                                                           | 26                                                          | 18                                                          | 3                                                           | 5                                                           | 59                                                          | 33                                                          | +26                                                         | 39                                                          | 1.                                                          |                                                     |                                                     |
| 1988/89                                  | Divize D                                                    | 4                                                           | 30                                                          | 12                                                          | 6                                                           | 12                                                          | 49                                                          | 54                                                          | −5                                                          | 30                                                          | 9.                                                          |                                                     |                                                     |
| 1989/90                                  | Divize D                                                    | 4                                                           | 30                                                          | 9                                                           | 8                                                           | 13                                                          | 34                                                          | 52                                                          | −18                                                         | 26                                                          | 14.                                                         |                                                     |                                                     |
| 1990/91                                  | Divize D                                                    | 4                                                           | 30                                                          | 16                                                          | 4                                                           | 10                                                          | 57                                                          | 48                                                          | +9                                                          | 36                                                          | 3.                                                          |                                                     |                                                     |
| 1991/92                                  | Moravskoslezská fotbalová liga                              | 3                                                           | 30                                                          | 7                                                           | 7                                                           | 16                                                          | 45                                                          | 72                                                          | −27                                                         | 21                                                          | 16.                                                         |                                                     |                                                     |
| 1992/93                                  | Divize E                                                    | 4                                                           | 30                                                          | 8                                                           | 11                                                          | 11                                                          | 34                                                          | 48                                                          | −14                                                         | 27                                                          | 8.                                                          |                                                     |                                                     |
| Česko (1993 – 2019)                      |                                                             |                                                             |                                                             |                                                             |                                                             |                                                             |                                                             |                                                             |                                                             |                                                             |                                                             |                                                     |                                                     |
| Sezóna                                   | Liga                                                        | Úroveň                                                      | Z                                                           | V                                                           | R                                                           | P                                                           | VG                                                          | OG                                                          | +/-                                                         | B                                                           | Pozice                                                      |                                                     |                                                     |
| 1993/94                                  | Středomoravský župní přebor                                 | 5                                                           | 30                                                          | 12                                                          | 4                                                           | 14                                                          | 53                                                          | 54                                                          | −1                                                          | 28                                                          | 11.                                                         |                                                     |                                                     |
| 1994/95                                  | Divize E                                                    | 4                                                           | 30                                                          | 14                                                          | 7                                                           | 9                                                           | 51                                                          | 37                                                          | +14                                                         | 49                                                          | 4.                                                          |                                                     |                                                     |
| 1995/96                                  | Divize E                                                    | 4                                                           | 30                                                          | 10                                                          | 5                                                           | 15                                                          | 39                                                          | 50                                                          | −11                                                         | 35                                                          | 13.                                                         |                                                     |                                                     |
| 1996/97                                  | Divize E                                                    | 4                                                           | 30                                                          | 4                                                           | 5                                                           | 21                                                          | 26                                                          | 61                                                          | −35                                                         | 17                                                          | 16.                                                         |                                                     |                                                     |
| 1997/98                                  | Středomoravský župní přebor                                 | 5                                                           | 30                                                          | 19                                                          | 3                                                           | 8                                                           | 58                                                          | 38                                                          | +20                                                         | 60                                                          | 3.                                                          |                                                     |                                                     |
| 1998/99                                  | Středomoravský župní přebor                                 | 5                                                           | 28                                                          | 15                                                          | 8                                                           | 5                                                           | 57                                                          | 27                                                          | +30                                                         | 53                                                          | 2.                                                          |                                                     |                                                     |
| 1999/00                                  | Středomoravský župní přebor                                 | 5                                                           | 30                                                          | 22                                                          | 4                                                           | 4                                                           | 66                                                          | 25                                                          | +41                                                         | 70                                                          | 1.                                                          |                                                     |                                                     |
| 2000/01                                  | Divize D                                                    | 4                                                           | 30                                                          | 20                                                          | 3                                                           | 7                                                           | 62                                                          | 29                                                          | +33                                                         | 63                                                          | 2.                                                          |                                                     |                                                     |
| 2001/02                                  | Divize D                                                    | 4                                                           | 30                                                          | 10                                                          | 6                                                           | 14                                                          | 45                                                          | 54                                                          | −9                                                          | 36                                                          | 11.                                                         |                                                     |                                                     |
| 2002/03                                  | Divize D                                                    | 4                                                           | 30                                                          | 14                                                          | 6                                                           | 10                                                          | 48                                                          | 38                                                          | +10                                                         | 48                                                          | 7.                                                          |                                                     |                                                     |
| 2003/04                                  | Divize D                                                    | 4                                                           | 30                                                          | 7                                                           | 8                                                           | 15                                                          | 47                                                          | 57                                                          | −10                                                         | 29                                                          | 14.                                                         |                                                     |                                                     |
| 2004/05                                  | Přebor Zlínského kraje                                      | 5                                                           | 30                                                          | 20                                                          | 4                                                           | 6                                                           | 71                                                          | 28                                                          | +43                                                         | 64                                                          | 2.                                                          |                                                     |                                                     |
| 2005/06                                  | Přebor Zlínského kraje                                      | 5                                                           | 30                                                          | 21                                                          | 5                                                           | 4                                                           | 70                                                          | 28                                                          | +42                                                         | 68                                                          | 1.                                                          |                                                     |                                                     |
| 2006/07                                  | Divize E                                                    | 4                                                           | 30                                                          | 14                                                          | 9                                                           | 7                                                           | 56                                                          | 27                                                          | +29                                                         | 51                                                          | 3.                                                          |                                                     |                                                     |
| 2007/08                                  | Divize D                                                    | 4                                                           | 30                                                          | 15                                                          | 9                                                           | 6                                                           | 59                                                          | 35                                                          | +24                                                         | 54                                                          | 3.                                                          |                                                     |                                                     |
| 2008/09                                  | Divize D                                                    | 4                                                           | 30                                                          | 16                                                          | 8                                                           | 6                                                           | 58                                                          | 25                                                          | +33                                                         | 56                                                          | 3.                                                          |                                                     |                                                     |
| 2009/10                                  | Divize E                                                    | 4                                                           | 30                                                          | 15                                                          | 9                                                           | 6                                                           | 47                                                          | 24                                                          | +23                                                         | 54                                                          | 3.                                                          |                                                     |                                                     |
| 2010/11                                  | Moravskoslezská fotbalová liga                              | 3                                                           | 28                                                          | 9                                                           | 4                                                           | 15                                                          | 37                                                          | 50                                                          | −13                                                         | 31                                                          | 12.                                                         |                                                     |                                                     |
| 2011/12                                  | Moravskoslezská fotbalová liga                              | 3                                                           | 30                                                          | 10                                                          | 7                                                           | 13                                                          | 45                                                          | 56                                                          | −11                                                         | 37                                                          | 11.                                                         |                                                     |                                                     |
| 2012/13                                  | Moravskoslezská fotbalová liga                              | 3                                                           | 30                                                          | 7                                                           | 7                                                           | 16                                                          | 36                                                          | 56                                                          | −20                                                         | 28                                                          | 15.                                                         |                                                     |                                                     |
| 2013/14                                  | Moravskoslezská fotbalová liga                              | 3                                                           | 30                                                          | 14                                                          | 6                                                           | 10                                                          | 44                                                          | 34                                                          | +10                                                         | 48                                                          | 4.                                                          |                                                     |                                                     |
| 2014/15                                  | Moravskoslezská fotbalová liga                              | 3                                                           | 30                                                          | 12                                                          | 7                                                           | 11                                                          | 49                                                          | 45                                                          | +4                                                          | 43                                                          | 8.                                                          |                                                     |                                                     |
| 2015/16                                  | Moravskoslezská fotbalová liga                              | 3                                                           | 30                                                          | 15                                                          | 9                                                           | 6                                                           | 56                                                          | 35                                                          | +21                                                         | 54                                                          | 3.                                                          |                                                     |                                                     |
| 2016/17                                  | Moravskoslezská fotbalová liga                              | 3                                                           | 30                                                          | 13                                                          | 8                                                           | 9                                                           | 53                                                          | 50                                                          | +3                                                          | 47                                                          | 5.                                                          |                                                     |                                                     |
| 2017/18                                  | Moravskoslezská fotbalová liga                              | 3                                                           | 30                                                          | 12                                                          | 5                                                           | 13                                                          | 65                                                          | 60                                                          | +5                                                          | 41                                                          | 10.                                                         |                                                     |                                                     |
| 2018/19                                  | Moravskoslezská fotbalová liga                              | 3                                                           | 30                                                          | 6                                                           | 5                                                           | 19                                                          | 40                                                          | 75                                                          | −35                                                         | 23                                                          | 15.                                                         |                                                     |                                                     |
| 2019/20                                  | Divize E                                                    | 4                                                           | Klub se odhlásil před zahájením soutěže i losování.         | Klub se odhlásil před zahájením soutěže i losování.         | Klub se odhlásil před zahájením soutěže i losování.         | Klub se odhlásil před zahájením soutěže i losování.         | Klub se odhlásil před zahájením soutěže i losování.         | Klub se odhlásil před zahájením soutěže i losování.         | Klub se odhlásil před zahájením soutěže i losování.         | Klub se odhlásil před zahájením soutěže i losování.         | Klub se odhlásil před zahájením soutěže i losování.         | Klub se odhlásil před zahájením soutěže i losování. | Klub se odhlásil před zahájením soutěže i losování. |
| 2020/21                                  | Okresní soutěž Kroměřížska                                  | 9                                                           | 8                                                           | 8                                                           | 0                                                           | 0                                                           | 56                                                          | 7                                                           | +49                                                         | 24                                                          | 2.                                                          |                                                     |                                                     |
| 2021/22                                  | Okresní přebor Kroměřížska                                  | 8                                                           | 26                                                          | 13                                                          | 3                                                           | 10                                                          | 74                                                          | 60                                                          | +14                                                         | 42                                                          | 5.                                                          |                                                     |                                                     |
| 2022/23                                  | Okresní přebor Kroměřížska                                  | 8                                                           | 26                                                          | 10                                                          | 4                                                           | 12                                                          | 63                                                          | 62                                                          | +1                                                          | 34                                                          | 10.                                                         |                                                     |                                                     |
| 2023/24                                  | Okresní přebor Kroměřížska                                  | 8                                                           | 24                                                          | 8                                                           | 2                                                           | 14                                                          | 45                                                          | 61                                                          | -16                                                         | 26                                                          | 7.                                                          |                                                     |                                                     |
| 2024/25                                  | Okresní přebor Kroměřížska                                  | 8                                                           | 20                                                          | 12                                                          | 1                                                           | 7                                                           | 60                                                          | 45                                                          | +15                                                         | 16                                                          | 7.                                                          |                                                     |                                                     |

Poznámky:
- 1980/81: Po sezoně došlo k reorganizaci nižších soutěží.
- 1983/84: Klub neuspěl v kvalifikaci o postup do Divize D s ČKD Blansko (vítěz sk. A).[15][16][17]
- 1984/85: Klub neuspěl v kvalifikaci o postup do Divize D s Modetou Jihlava (vítěz sk. A).[15][17]
- 1992/93: Pro sezonu 1993/94 klub přenechal své divizní místo Slušovicím.[18]
- 1993/94: Po sezoně došlo k fúzi s VTJ Kroměříž do SK VTJ Spartak Hulín a tím k opětovnému získání divizní příslušnosti.[18]

## SK VTJ Spartak Hulín „B“
SK VTJ Spartak Hulín „B“ (1994–1997) byl rezervním týmem Hulína, který vznikl roku 1994 v souvislosti se sloučením klubu s VTJ Kroměříž. Odehrál 3 ročníky Středomoravského župního přeboru. V ročníku 1994/95 převzal místo v soutěži po A-mužstvu a zanikl po sezoně 1996/97 v souvislosti s pádem A-mužstva do stejné soutěže, kdy postoupil své místo mužstvu SK Hospodářské služby Hradčovice.

### Umístění v jednotlivých sezonách
Stručný přehled
Zdroj: 
- 1994–1997: Středomoravský župní přebor

Jednotlivé ročníky
Zdroj: 
Legenda: Z – zápasy, V – výhry, R – remízy, P – porážky, VG – vstřelené góly, OG – obdržené góly, +/− – rozdíl skóre, B – body, červené podbarvení – sestup, zelené podbarvení – postup, fialové podbarvení – reorganizace, změna skupiny či soutěže
| Česko (1994 – 1997) |                             |        |    |   |   |    |    |    |     |    |        |
| Sezóny              | Liga                        | Úroveň | Z  | V | R | P  | VG | OG | +/- | B  | Pozice |
| 1994/95             | Středomoravský župní přebor | 5      | 30 | 9 | 4 | 17 | 44 | 57 | −13 | 31 | 12.    |
| 1995/96             | Středomoravský župní přebor | 5      | 30 | 7 | 8 | 15 | 46 | 55 | −9  | 29 | 14.    |
| 1996/97             | Středomoravský župní přebor | 5      | 30 | 9 | 4 | 17 | 39 | 54 | −15 | 31 | 13.    |